# Сульфид ртути(I)
Сульфид ртути(I) — неорганическое соединение, 
соль металла ртути и сероводородной кислоты с формулой Hg2S,
чёрный или коричневый порошок,
не растворяется в воде.

## Получение
- Действие сероводорода на ацетат ртути:

{\displaystyle {\mathsf {Hg_{2}(CH_{3}COO)_{2}+H_{2}S\ {\xrightarrow {0^{o}C}}\ Hg_{2}S\downarrow +2CH_{3}COOH}}}

## Физические свойства
Сульфид ртути(I) образует чёрный или коричневый порошок.
Не растворяется в воде.

## Химические свойства
- Разлагается при незначительном нагревании:

{\displaystyle {\mathsf {Hg_{2}S\ {\xrightarrow {>0^{o}C}}\ HgS+Hg}}}